# Karl Hopfner
Karl Hopfner (München, 1952. augusztus 28. –) német üzletember, az FC Bayern München elnöke.

## Pályafutása
Karl Hopfner 1983 óta volt a Bayern München végrehajtó testületének a tagja. Közgazdasági diplomát szerzett. Hopfner elsősorban a klub pénzügyi munkájában vett részt, a jogi ügyekért és az emberi erőforrásokért volt felelős, valamint a postaügyek, a kereskedelmi ügyek, az adminisztráció, a Bayern Tours és a meccsek megszervezése tartoztak a felügyelete alá. Tagja a 2001-ben megalakult FC Bayern München AG-nak. Hopfner elismert szakértője annak, miképp lehet korlátolt felelősségű társaságként működtetni egy futball klubot, nem véletlenül választották be az UEFA adminisztrációs bizottságába is. 2012. november 15.-e óta volt a klub első alelnöke, valamint a klub gazdasági társaságának felügyelőbizottsági tagja. A Német Labdarúgóliga és a Német labdarúgó-szövetség vezetőségének is elismert tagja. Uli Hoeneß 2014. március 14.-i kényszerlemondása után május 2.-án Uli Hoeneß javaslatával 99,6%-os egyhangú szavazáson választották meg az FC Bayern München elnökének. Mandátuma 2016.-ig tart.